# Berrocal de Huebra
Berrocal de Huebra est une commune de la province de Salamanque dans la communauté autonome de Castille-et-León en Espagne.